# Plaine des Papayes
Plaine des Papayes est un village du nord de Maurice du district de Pamplemousses formant le Village Council Area (VCA) Plaine des Papayes. Au recensement de 2011, il comptait 7 607 habitants. Il est formé des hameaux ou quartiers Bois-Mangues, Belle Vue Harel et Butte aux Papayes.
Le stade Anjalay à Belle Vue Harel (qui donne sur l'autoroute M2) est l'un des plus réputés de l'île. Inauguré en 1991, il mesure 53 arpents et peut accueillir 17 262 spectateurs.
Le Swami Dayanand Institute of Management a ouvert en 1998. Cette école supérieure accueille 600 étudiants pouvant suivre une formation en informatique et en management.